# Nečaský rybník
Nečaský rybník se nachází na potoce Stříble v katastru obce Budčeves u vsi Břístev v okrese Jičín. Má protáhlý tvar a je orientován ze severovýchodu na jihozápad. Do severní části rybníka zasahuje evropsky významná lokalita Perna. Kromě toku Stříble je napájen i jedním bezejmenným tokem. Nečaský rybník je téměř ze všech stran obklopen poli. Součástí litorálu jsou rovněž cenné rákosiny. Po hrázi vede silnice III. třídy z Rožďalovic do Chotěšic. Nečaský rybník je součástí ptačí oblasti Rožďalovické rybníky.

## Galerie

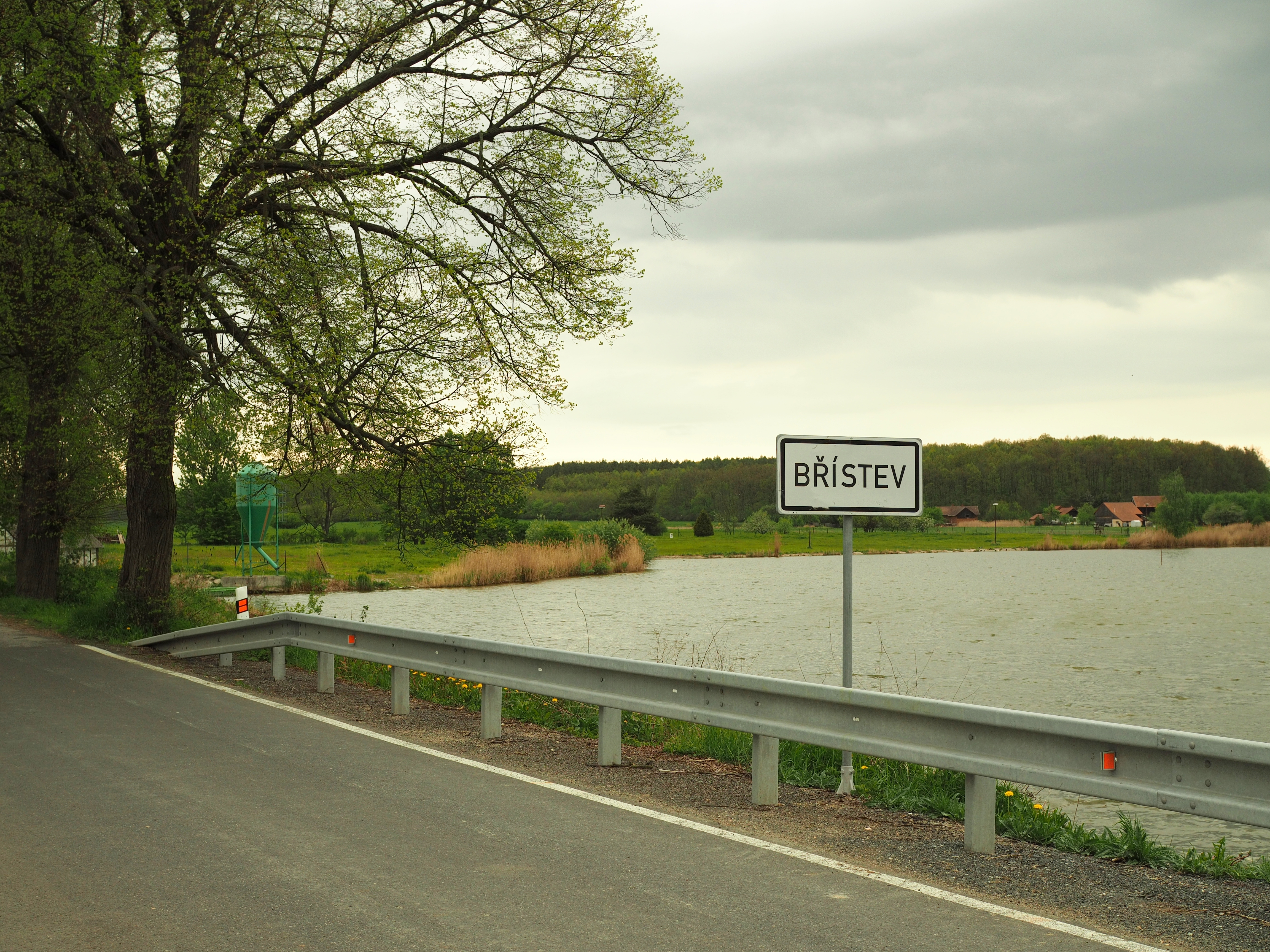
pohledy na rybník Nečas u Budčevsi
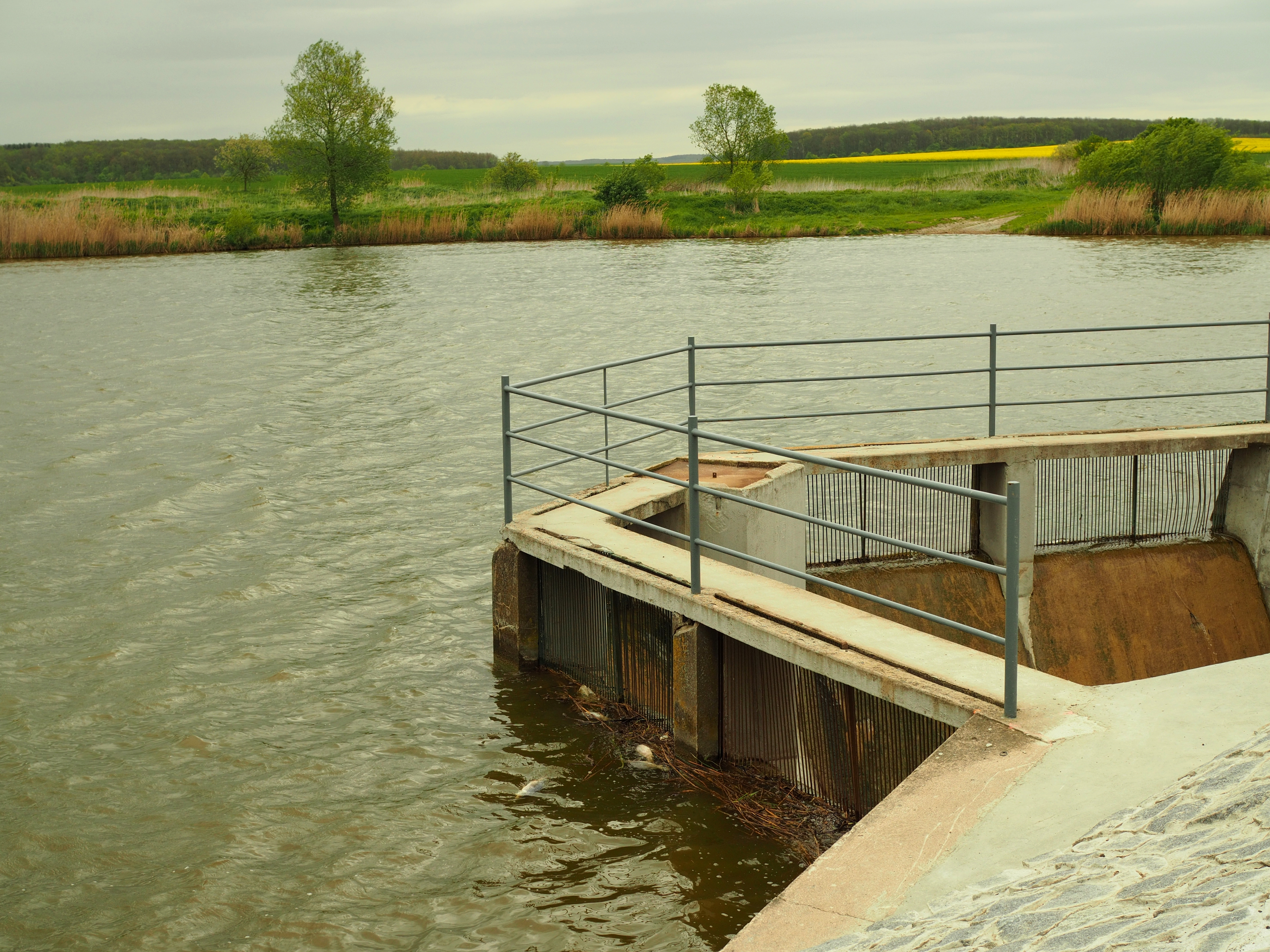
pohledy na rybník Nečas u Budčevsi
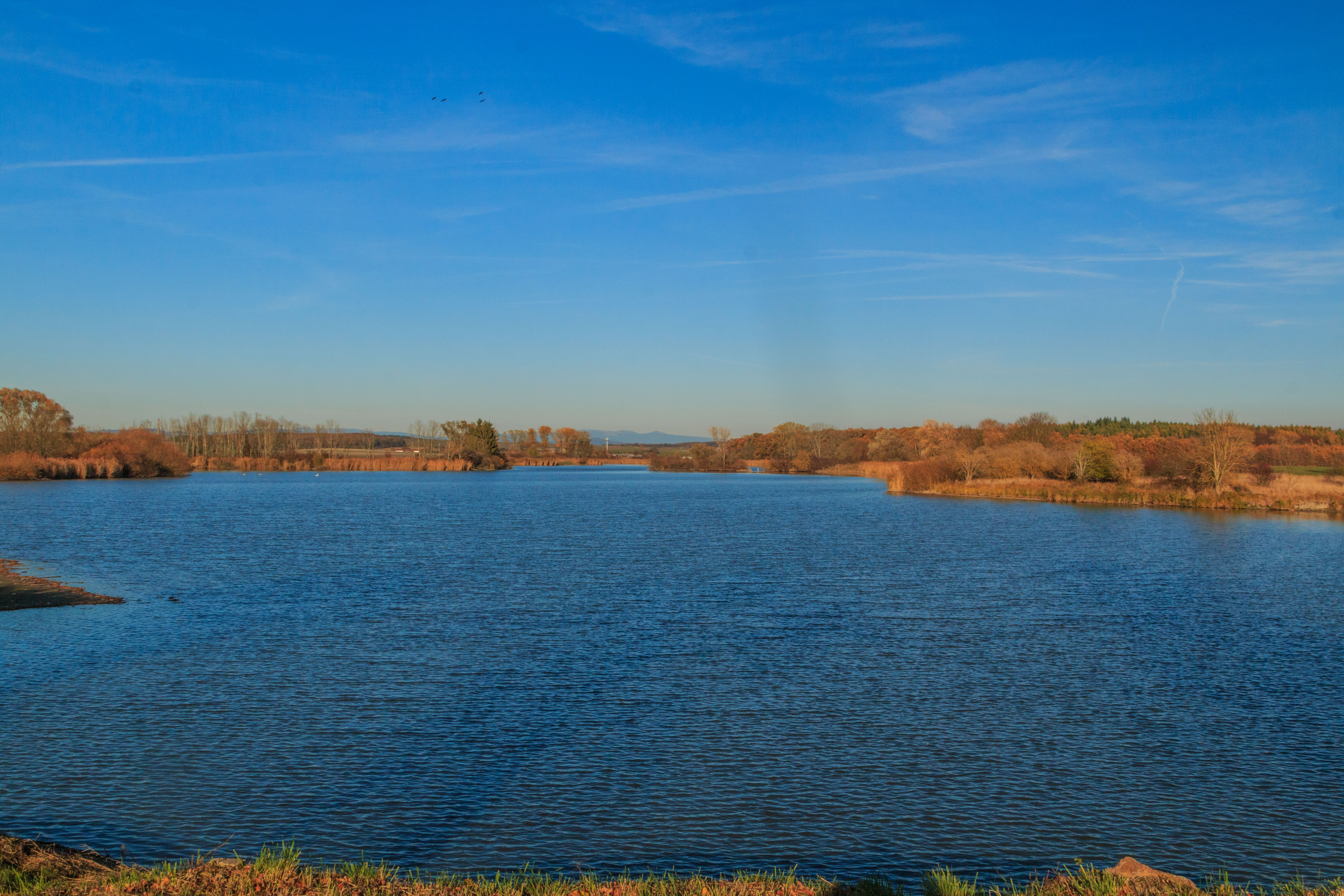
pohledy na rybník Nečas u Budčevsi
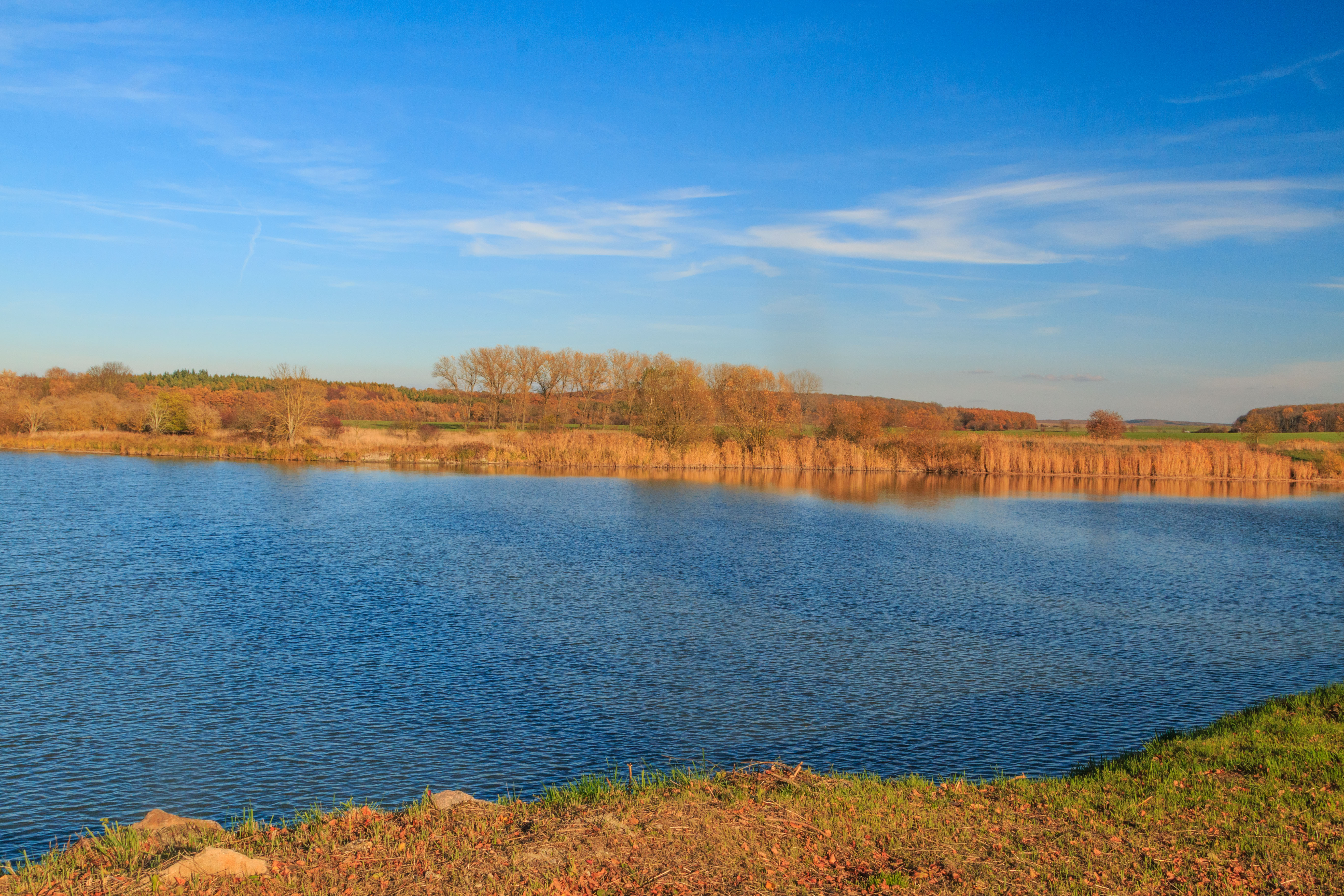
pohledy na rybník Nečas u Budčevsi
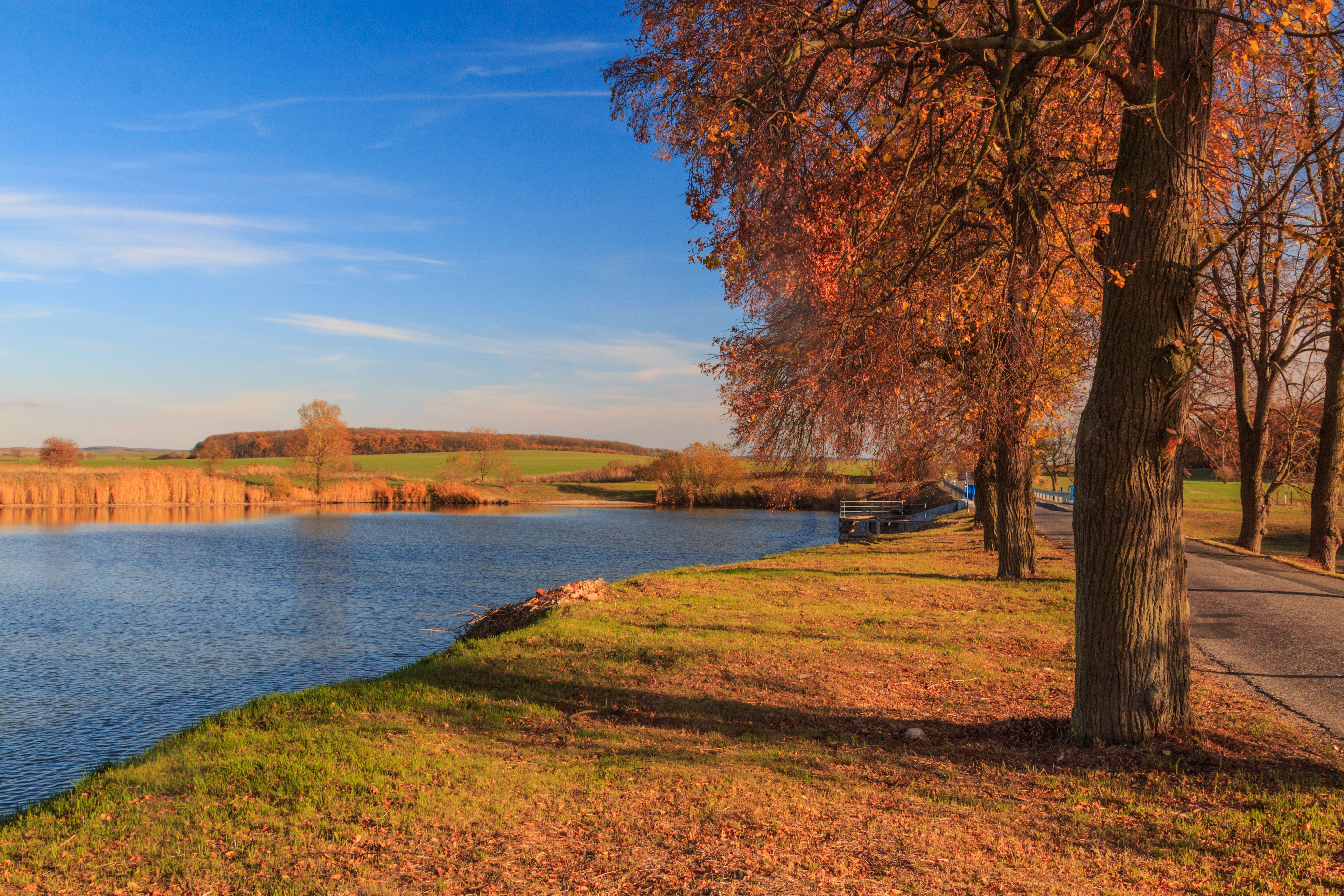
pohledy na rybník Nečas u Budčevsi
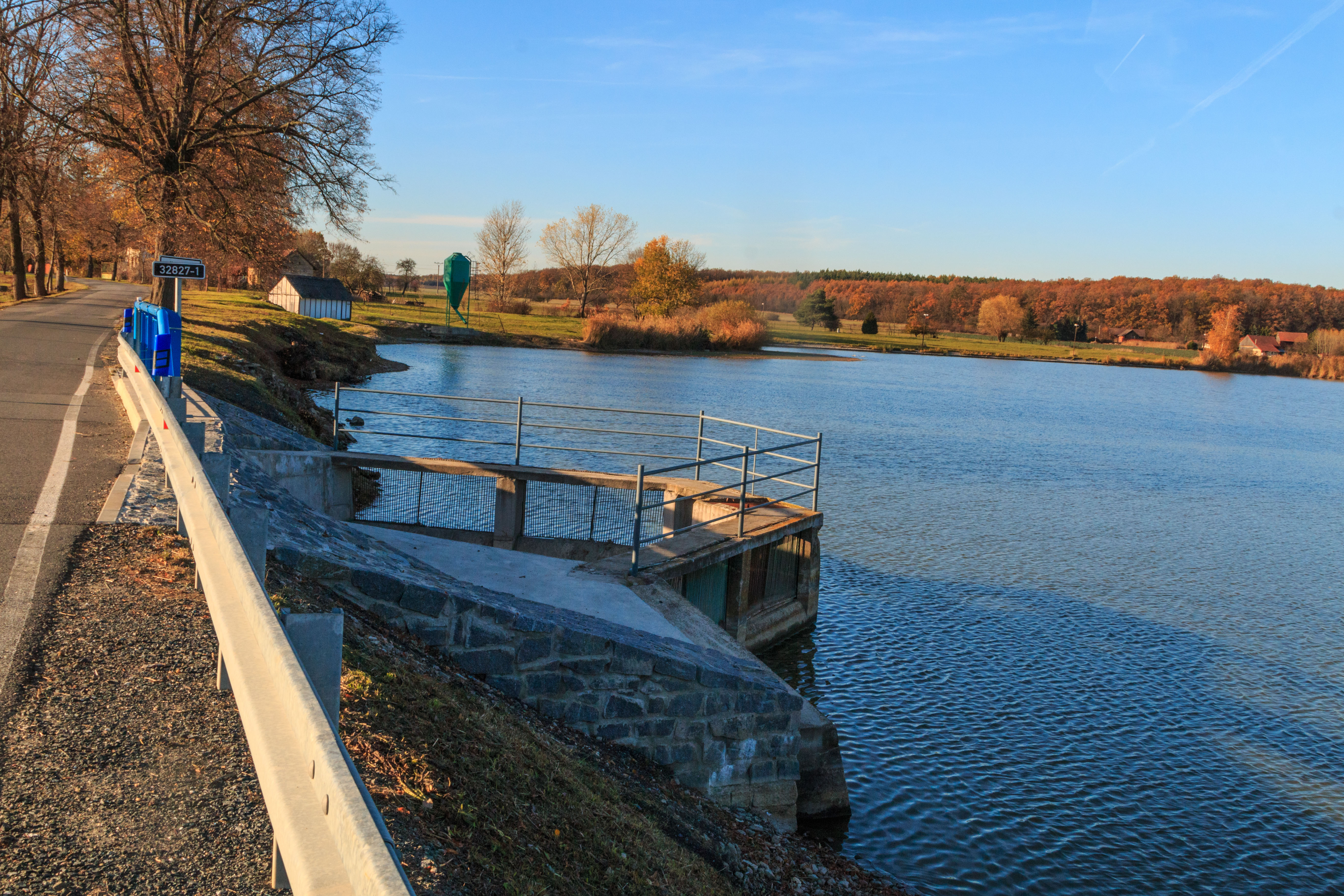
pohledy na rybník Nečas u Budčevsi
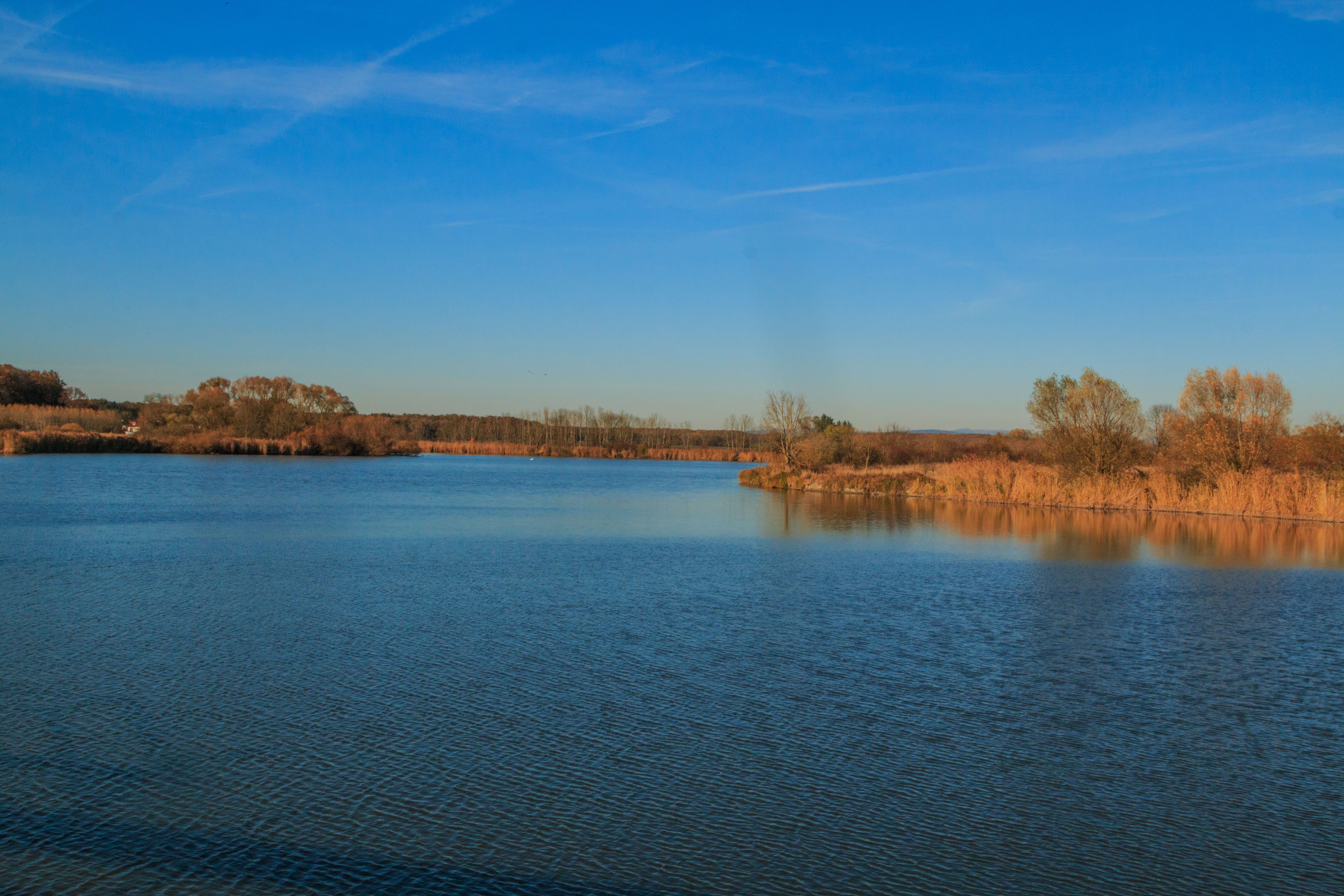
pohledy na rybník Nečas u Budčevsi
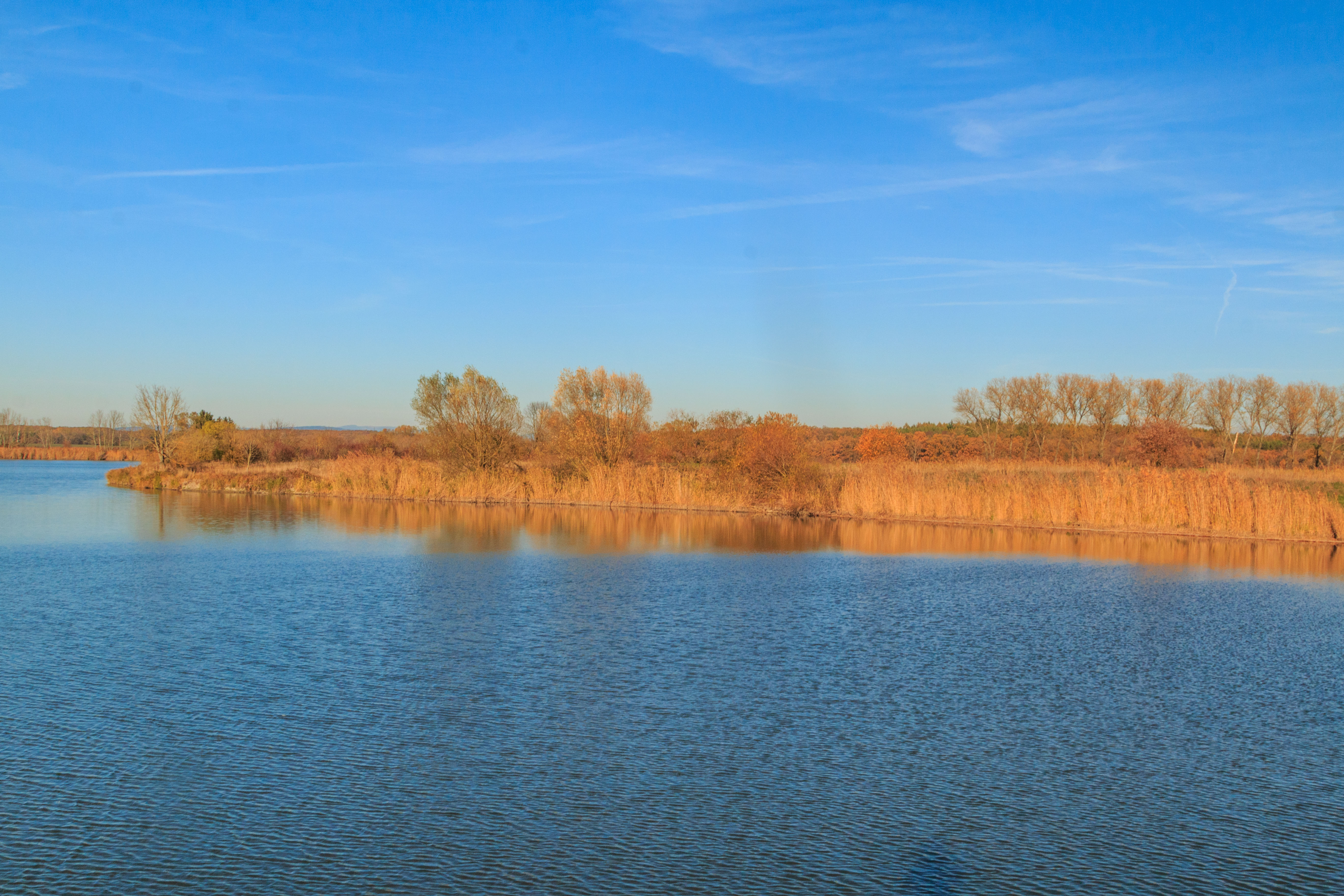
pohledy na rybník Nečas u Budčevsi